# Pretutindeni muncesc oameni
Pretutindeni muncesc oameni este un film românesc din 1963 regizat de Jean Petrovici.